# 廖正良 (解放军)
廖正良（1961年6月—），湖南宁乡人，汉族，中国共产党党员。中國人民解放军少将军衔。中华人民共和国政治人物、第十三届全国人民代表大会解放军和武警部队代表。

## 生平
2018年，廖正良被选为解放军和武警部队出席第十三届全国人民代表大会代表。
曾仼新疆建设兵团军事部政委